# Cinara pinivora
Cinara pinivora är en insektsart som först beskrevs av Wilson 1919.  Cinara pinivora ingår i släktet Cinara och familjen långrörsbladlöss. Inga underarter finns listade i Catalogue of Life.